# Мексиканская академия языка
Мексиканская академия языка (исп. Academia Mexicana de la Lengua, AML) — научно-исследовательская и культурная организация Мексики, входящая в Ассоциацию академий испанского языка. Основана в Мехико 11 сентября 1875 года. В состав академии входят многие ведущие деятели мексиканской науки и культуры, в том числе лингвисты, философы, писатели, поэты, историков и представители других гуманитарных наук.
AML выступила организатором I Конгресса академий испанского языка, который состоялся в Мехико в апреле 1951 года. Благодаря её Постоянной комиссии была создана Ассоциация академий испанского языка, утверждённая на втором Конгрессе, который состоялся в Мадриде в 1956 году.

## Цели и задачи
В соответствии с уставом, утвержденным на пленарном заседании 2 декабря 1931 года, цели и задачи Академии заключаются в следующем:
- Следить за сохранением, чистотой и улучшением испанского языка;
- Поддерживать постоянные связи с аналогичными академиями и учреждениями;
- Формировать и увеличивать библиотеку, особенно за счёт научных и литературных произведений, которые наилучшим образом способствуют достижению целей Академии;
- Поощрять и пропагандировать изучение испанского языка путем периодических мероприятий, публичных сессий, конференций, конгрессов и иных профильных мероприятий, позволяющих направить делегатов для достижения этих целей;
- Проводить консультации государственных учреждений и частных лиц;
- содействовать властям, учреждениям и частным лицам в том, что способствует сохранению, чистоте и улучшению испанского языка.

Для достижения своих целей Академия проводит за рубежом исследования и мероприятия, связанные с её компетенцией, в форме пленарных заседаний, а также с использованием специализированных комиссий.